# Sonia en Buenos Aires
Sonia en Buenos Aires es un álbum de la cantante dominicana Sonia Silvestre, lanzado al mercado en 1975.

## Lista de canciones
| N.º | Título                            | Duración |  |
| 1.  | «Hoy me siento así»               | 4:24     |  |
| 2.  | «¿Por qué llora la tarde?»        | 3:43     |  |
| 3.  | «Mi tercer amor»                  | 4:07     |  |
| 4.  | «Esta es la primera vez»          | 3:12     |  |
| 5.  | «Recuerdo tu cabeza en mi hombro» | 3:03     |  |
| 6.  | «Ella y él»                       | 3:45     |  |
| 7.  | «Viviré pensando en ti»           | 3:18     |  |

- Datos: Q6132243